# Dragana Lucija Ratković Aydemir
Dragana Lucija Ratković Aydemir (Zagreb, 24. rujna 1969.), povjesničarka umjetnosti i komparatistica književnosti, kulturna menadžerica, interpretatorica baštine, poduzetnica u kulturi i turizmu.  Živi i radi u Zagrebu, te Istanbulu i Çeşme (pokraj Izmira).

## Školovanje i rana karijera
Diplomirala je 1994. godine komparativnu književnost i povijest umjetnosti na Filozofskom fakultetu Sveučilišta u Zagrebu. Iste godine zapošljava se u Zavodu za zaštitu spomenika kulture Ministarstva kulture u Zagrebu. Specijalizirala se za inventarizaciju, popisivanje i zaštitu pokretne sakralne baštine, a posebice za liturgijsko ruho i posuđe od srebra. U kasnim 1990-tima i početkom 2000-ih kurira stalne izložbe sakralne baštine u župnoj crkvi Navještenja Marijina u Svetvinčentu i Franjevačkom samostanu u Rovinju, sakralne izložbe u župnoj crkvi sv. Martina u Taru kraj Poreča te zbirke liturgijskog tekstila i srebra u muzeju kompleksa Eufrazijeve bazilike u Poreču. Godine 1997. nagrađena je stipendijom UNESCO-a za stručno usavršavanje u području konzervacije i restauracije kulturnih dobara na Sveučilištu Nikole Kopernika u Toruńu, te u Varšavi i Krakovu.

## Poduzetništvo u kulturi
Godine 2005. stječe Europsku diplomu za kulturni menadžment i iste godine osniva tvrtku koja djeluje u područjima interpretacije baštine, muzeologije (eko-muzeologije), upravljanja baštinom i održivog kulturnog turizma.

### Maritimna baština i muzeji zajednice
Godine 2003. u suradnji s lokalnom zajednicom sudjeluje u razvoju Ekomuzeja batana koji potiče osnivanje cijelog niza maritimnih muzeja zajednice diljem Jadrana. Ekomuzej batana 2007. godine ulazi u uži izbor za nagradu Europski muzej godine.  Uvršten je u UNESCO-ov Registar najboljih praksi očuvanja nematerijalne kulturne baštine svijeta 2016. godine. Doprinosi uvođenju ekomuzeja u hrvatsku muzejsku legislativu. 

### Održivi kulturni turizam u praksi
Godine 2006. sudjeluje u razvoju kulturnog turizma u Ogulinu. Bajke Ivane Brlić-Mažuranić prepoznate su kao središnji kulturni potencijal za razvoj destinacije Ogulin, zavičaj bajke i kulturno-turističkih proizvoda: Ogulinskog festivala bajki (OGFB) i Centra za posjetitelje Ivanina kuća bajke. Stalni postav Centra za posjetitelje Ivanina kuća bajke Hrvatsko muzejsko vijeće proglasilo je najboljim u 2013. godini u Hrvatskoj, a 2016. godine ulazi u uži izbor za nagradu Europskog muzeja godine.

### Hrvatski nacionalni parkovi i parkovi prirode
U razdoblju od 2012. do 2016. godine upravlja projektom interpretacije i prezentacije prirode za 30 investicija mreže nacionalnih parkova, parkova prirode i zaštićenih područja Republike Hrvatske u okviru integracije u EU Natura 2000. Nacionalni parkovi RH komuniciraju se zajedničkim vizualnim identitetom i interpretacijskom infrastrukturom, a od potonje se ističu Posjetiteljski centar Podzemni grad Paklenice u Nacionalnom parku Paklenica, Centar za posjetitelje Poklon u Parku prirode Učka, Centar za posjetitelje Medvedgrad u Parku prirode Medvednica i Centar za posjetitelje Med dvemi vodami JU Međimurska priroda.

### Volontiranje
Volontira u različitim nacionalnim i europskim baštinskim udrugama. Godine 2009. izabrana je za predsjednicu Asocijacije pomorskih muzeja Mediterana (AMMM)  Arhivirana inačica izvorne stranice od 24. listopada 2020. (Wayback Machine) sa sjedištem u Barceloni. Od 2020. predsjednica je Hrvatske udruge za interpretaciju baštine  Arhivirana inačica izvorne stranice od 9. kolovoza 2020. (Wayback Machine), a od 2019. članica Nadzornog odbora Interpret Europe.

## Izabrana bibliografija
- Ratković, Dragana. (1998.). Dva ciklusa Lerchingerova kruga u Zagrebu. Peristil, God. 41, str 79. – 90.
- Ratković, Dragana Lucija. (2005.). The Batana of Rovinj − Rovigno. u: Ed: Marcet I Barbe, R. Martime Heritage and Modern Ports. Boston: Wit Press, str. 207.−217.
- Kulturna baština: Tar, Frata, Vabriga. (2006.) (ur. Ratković, Dragana Lucija.) Poreč: Zavičajni muzej Poreštine
- Ratković, Dragana Lucija. (2007.). Ivanina kuća bajke u Ogulinu, njihovu zajedničkom zavičaju. Muzeologija: zbornik za muzejsku problematiku, br. 43/44, str. 306. – 314.
- Ratković, Dragana Lucija. (2012.). Batana Ecomuseum, Rovinj − Rovigno. Croatian ecomuseology "at the backdoor". u: ECOMUSEUMS 2012 Proceeding of the First International Conference on Ecomuseums, Community Museums and Living Communities. Green Lines Institute, str. 319. – 328.
- Informatica Museologica, (2013.). br. 44 (1-4). (Ur: Dražin-Trbuljak, Lada. Ratković, Dragana Lucija.)
- Ratković Aydemir, Dragana Lucija. (2017.). Safeguarding maritime intangible cultural heritage: Ecomuseum Batana, Croatia. (Ur: Davis, Peter; Stefano, Michelle L.) u: The Routledge Companion to Intangible Cultural Heritage. New York: Routledge
- Ratković Aydemir, Dragana Lucija. (2019.). Let’s interpret natural heritage so that we love it more! Croatian Experience by Muze/Muses. (Ur. Kreisel, Werner. Reeh, Tobias.) u: Tourism Research and Landscape Interpretation / Tourismusforschung und Landschaftsinterpretation. Universitätsverlag Göttingen. Str. 161. – 174.
- Ratković Aydemir, Dragana Lucija. Tolić, Helena. Jagić Boljat, Ivana. (2019.): Intangible Cultural Heritage as a Catalyst for Local Development and Well-being: The Case of Pleternica, Croatia, Journal Museum International, Volume 71 - Issue 3-4, str. 156. – 167.
- Priručnik za interpretaciju baštine (2020) (ur. Draženović, Mirna. Smrekar, Aleš. autori: Ratković Aydemir, Dragana Lucija. Jagić Boljat, Ivana. Draženović, Mirna. Klarić Vujović, Iva. Kuka, Mateja. Polajnar Horvat, Katarina. Smrekar, Aleš.), ZRC SAZU, Geografski inštitut Antona Melika, Ljubljana